# Frederiksbroen (på Frederiks Allé)
 For alternative betydninger, se Frederiksbroen. (Se også artikler, som begynder med Frederiksbroen)
Frederiksbroen, også kaldet Frederiks Bro og tidligere Frederiks Allé Broen, er en bro i Aarhus. Den blev indviet i 1862 og ombygget i 1923-24.
Den første bro over banelegemet ved nuværende Frederiks Allé blev opført for at føre landevejen til Skanderborg og Horsens over Banegraven, da den første jernbane ind til Aarhus blev indviet i 1862.
Broen holdt indtil sommeren 1923, hvor udvidelsen af Banegraven nødvendiggjorde en længere og trafikken en bredere bro. Denne bro eksisterer fortsat i sin oprindelige form.
Navnet 'Frederiksbroen' eller 'Frederiks Bro' henviste oprindeligt til broen ved Immervad. Da denne blev nedrevet i forbindelse med åens overdækning overgik navnet 'Frederiksbroen' til broen ved Frederiks Allé. 